# UR-100N
Ne doit pas être confondu avec UR-100 ou MR-UR-100 Sotka.
L’UR-100N (en russe : УР-100H ou универсальная ракета, « fusée universelle »), appelé également RS-18 ou SS-19 Stiletto dans la désignation OTAN, est un missile balistique intercontinental de troisième génération développé par l'Union soviétique. Conçu par l'OKB-52 de Tchelomeï, le missile est sélectionné en 1969 avec le MR-UR-100 (code OTAN SS-17 Spanker) et le UR-100 U/K pour remplacer les UR-100 (SS-11 Sego), développés également par l'OKB-52 et arrivés en fin de vie. Bien que reprenant les grandes lignes de l'architecture de l'UR-100, il s'agit d'un missile deux fois plus massif (106 tonnes) capable de lancer une charge utile 3 fois plus importante que son prédécesseur avec une portée identique (10 000 km). Il est lancé depuis un silo dont il s'extrait par mise à feu des moteurs de son premier étage (départ à chaud). Il comprend deux étages propulsés par des moteurs-fusées brûlant des ergols liquides stockables. Trois versions ont été développées : la première avait 6 têtes nucléaires de 550 kT, la seconde une seule tête nucléaire de 2,5 à 5 mégatonnes.
La troisième version baptisée UR-100NUTTH a bénéficié d'une propulsion améliorée, de modifications de son système de guidage et de silos durcis contre les attaques nucléaires. Déployés à compter de 1979, les UR-100NUTTH représentent toujours selon une estimation faite en 2014, 20 % de la puissance de feu des Forces des fusées stratégiques de la fédération de Russie avec 40 missiles à 6 têtes nucléaires positionnés sur un seul site à Tatischevo (en). Certains des missiles retirés du service connaissent une seconde vie comme lanceur de satellites sous les appellations Rokot et Strela.

## Historique

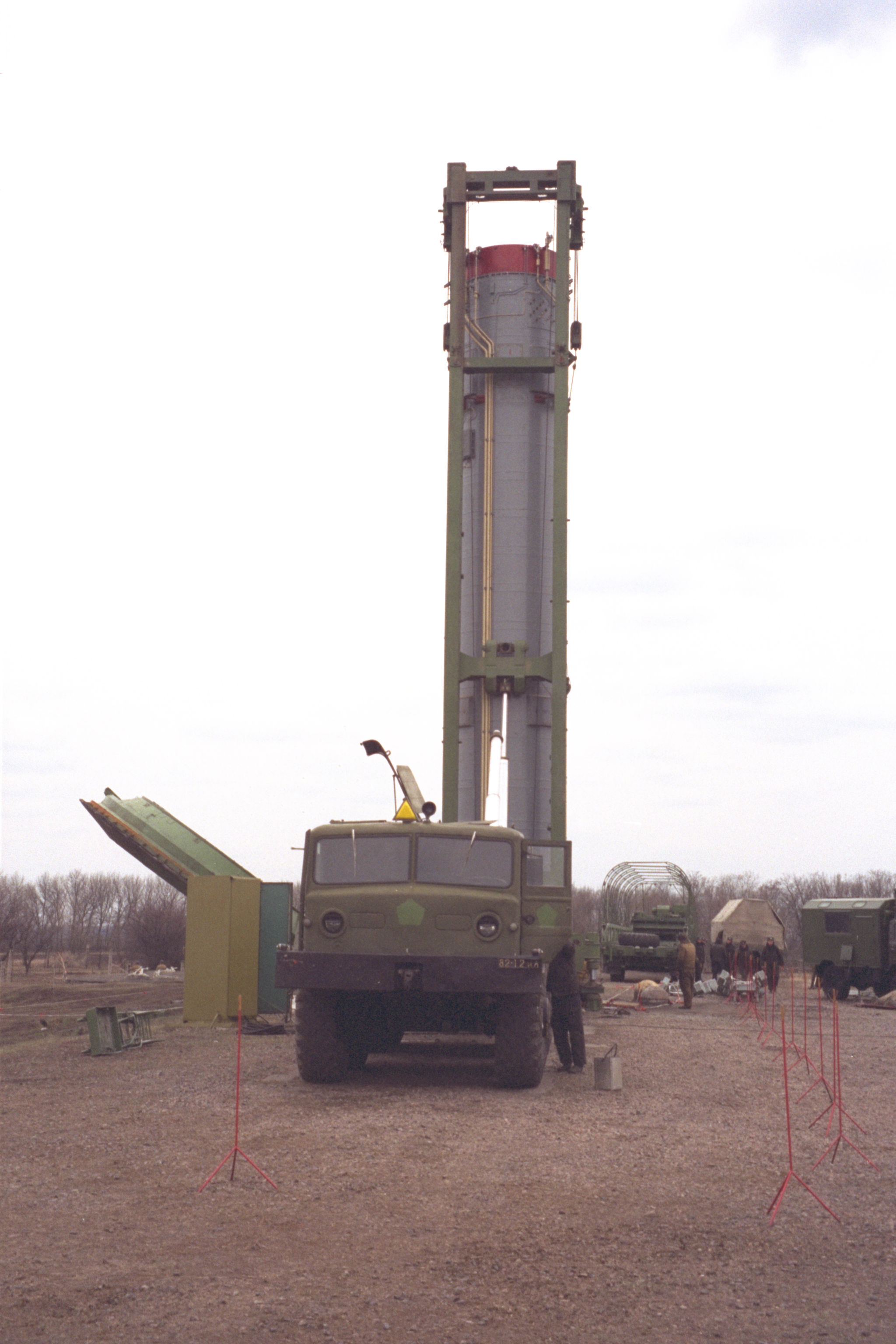
Lanceur d'UR 100

### Contexte
À la fin des années 1960, le missile balistique intercontinental de seconde génération UR-100 (SS-11 Sego) développé par l'OKB-52 de Tchelomeï, joue un rôle essentiel au sein des forces nucléaires stratégiques soviétiques avec près de mille engins déployés. Compte tenu de sa durée de vie (dix ans), une étude sur son remplacement est lancée dont une partie est réalisée par les ingénieurs de Mikhail Yanguel, principal concurrent de Tchelomeï dans le domaine des missiles à longue portée basés à terre. Yanguel propose de remplacer l'UR-100 par le MR-UR-100 Sotka (code OTAN SS-17 Spanker) tandis que Tchelomeï soumet deux projets : l'UR-100K, une version améliorée de l'UR-100 et l'UR-100N (code OTAN SS-19 Stiletto), un missile qui malgré son nom est entièrement nouveau. Mais la sélection du remplaçant de l'UR-100 divise les dirigeants jusqu'au sommet de l’État soviétique. Il s'ensuit un conflit, qualifié de « petite guerre civile », qui dresse les partisans de la solution proposée par Tchelomeï, notamment le ministre de la Défense Andreï Gretchko, le ministre de l'industrie mécanique Sergueï Afanasïev, le responsable des forces nucléaires stratégiques Igor Sergueïev ainsi que des responsables de bureau d'études comme Vladimir Barmine aux partisans de Yanguel qui regroupent autour du tout puissant secrétaire du Comité Central Dmitri Oustinov, le responsable de la Commission militaro-industrielle de l'Union soviétique (en) Leonid Smirnov (en), et des responsables de bureaux d'études comme Valentin Glouchko et Nikolaï Piliouguine. Une commission d'experts chargée de sélectionner un des projets et dirigée par l'académicien Mstislav Keldych ne parvient pas à trancher. Le dirigeant soviétique de l'époque Léonid Brejnev, n'ayant pas obtenu de consensus, rend un jugement de Salomon et fait le choix très coûteux de développer les trois types de missile proposés pour le remplacement de l'UR-100,.

### Développement et déploiement
Le projet de développement de l'UR-100N est autorisé par les autorités soviétiques en septembre 1969. Les tests en vol débutent sur la base de lancement de Baïkonour le 9 avril 1973. 27 lancements ont lieu avec une configuration à 1, 4 ou 6 têtes nucléaires. Les tests s'achèvent en octobre 1975 et le premier régiment de missiles UR-100N devient opérationnel à Pervomaïsk, aujourd'hui en Ukraine, le 26 avril 1975. Plusieurs versions mono ou multi-têtes mais aux caractéristiques très proches sont développées dans les premières années. La version la plus récente, l'UR-100NUTTH, est déployée à compter de 1979. Le nombre des missiles de ce type culmine en 1984 avec 360 silos opérationnels. Lorsque les accords SALT-1 de réduction des armements stratégiques sont signés par l'Union soviétique et les États-Unis en 1991, on recense 300 de ces missiles positionnés en Ukraine et sur le territoire actuel de la Russie.
À la suite de la dissolution de l'Union soviétique, 130 missiles UR-100N se retrouvent sur le territoire de l'Ukraine sur les sites de Khmelnytskyï et Pervomaïsk. D'abord désarmés, ils sont progressivement rapatriés en Russie entre 1996 et 1999. En 1998, 120 silos ukrainiens avaient été détruits. Début 2000, il restait encore 160 silos actifs sur les sites de Kozelsk (70 missiles) et Tatischevo (en) (90 missiles). En 2012, les UR-100NUTTH représentent 20 % de la puissance de feu des forces nucléaires stratégiques russes basées à terre avec 35 missiles à 6 têtes nucléaires positionnés sur ces deux sites. En janvier 2014, on estime qu'il y a 40 missiles à Tatischevo (en), la base de Kozelsk devant recevoir des RS-24 Iars.
Après une série de tests, la durée de vie du missile a été étendue à plus de 30 ans, de sorte que certains d'entre eux pourraient être maintenus en service jusqu'en 2019.

## Caractéristiques techniques
L'UR-100N a été développé par le complexe militaire GKNPZ Khrounitchev comme une évolution de son missile UR-100 (SS-11 Sego) avec comme objectif d'accroitre la charge utile et d'améliorer la précision. Il s'agit toutefois d'un engin beaucoup plus massif avec une longueur de 24 mètres (contre 19 m), un diamètre de 2,5 m (contre 2 m) et une masse de 103 à 106 tonnes contre 50 tonnes. Comme son prédécesseur, il comporte deux étages propulsés par des moteurs-fusées brûlant des ergols liquides stockables : un mélange d'UDMH et de peroxyde d'azote. L'UR-100N a une portée de 10 000 km et peut transporter une charge utile de 4,35 tonnes soit trois fois celle de son prédécesseur. Le guidage est inertiel. L'UR-100N est lancé depuis un silo par mise à feu des moteurs de son premier étage (départ à chaud). Le missile est posé sur un système d'amortisseurs pour lui permettre de rester opérationnel après une frappe nucléaire sur le silo. Ce dernier peut résister à une surpression de 450 atmosphères,.
Le missile comprend trois sous-ensembles, :
- Le premier étage long de 17,2 mètres pour un diamètre de 2,5 mètres a une masse à vide de 5,7 tonnes et de 77,15 tonnes avec ses ergols. Il est propulsé durant 121 secondes par un module RD-0232, composé de trois moteurs-fusées RD-0233 et d'un moteur RD-0234 orientables, ayant une poussée totale de 1779 kN dans le vide et une impulsion spécifique de 310 s.
- Le second étage long de 3,9 mètres pour un diamètre de 2,5 mètres a une masse à vide de 1,5 tonne et de 12,2 tonnes avec ses ergols. Il est propulsé durant 183 secondes par un moteur-fusée unique RD-0235 ayant une poussée de 214 kN dans le vide et une impulsion spécifique de 322 s. L'orientation de l'étage est assurée par 4 moteurs-verniers qui continuent à fonctionner 19 secondes après l'extinction du moteur principal. Le moteur du second étage est incorporé dans le réservoir d'ergols pour réduire la longueur du missile.
- La plateforme portant les têtes nucléaires a une masse de 1,1 tonne (725 kg à vide) pour un diamètre de 1,5 mètre et une longueur de 50 cm. Afin de lancer les différentes têtes nucléaires sur des trajectoires différentes, elle est propulsée par un moteur-fusée RD-0237 ayant une poussée de 4,9 kN fonctionnant durant 150 secondes. Elle incorpore des leurres qui sont largués avec les têtes nucléaires pour contrer la défense antimissiles adverse.

### Versions
Trois versions ont été développées dont seule la dernière est toujours opérationnelle :
- La première version est capable de tirer 6 têtes nucléaires de 550 kT avec une portée maximale estimée à 9 600 km. La précision était évaluée à environ 500 mètres par les observateurs occidentaux. Le développement de cette version est lancé en août 1970 et le premier régiment de missiles est déployé fin 1975.
- La deuxième version porte une tête nucléaire unique de 2,5 à 5 MT. Entre 1976 et 1978, l'effectif cumulé des deux versions culmine avec 180 missiles déployés. Les deux versions sont dédiées à l'attaque de cibles protégées. La portée est de 10 000 km.
- Le développement de la troisième version débute en août 1976. La propulsion est améliorée ainsi que le système de pilotage. La protection des silos contre les attaques nucléaires est très sensiblement améliorée. Cette version est déployée à compter de novembre 1979 sous l'appellation UR-100NUTTH. Plusieurs sous-versions se sont succédé avec plusieurs têtes ou une seule tête nucléaire selon le cas.

## Utilisation comme lanceur
Depuis le début des années 1990, certains missiles UR-100NUTTH retirés du service sont réutilisés comme lanceur léger pour placer en orbite des satellites artificiels. Le premier vol d'un engin de ce type a lieu en décembre 1994. En 1995, une société de droit allemand, Eurockot, est créée par Daimler-Benz Aerospace et le constructeur du missile GKNPZ Khrounitchev pour commercialiser les vols d'une version améliorée, la Rokot-KM. Celle-ci comporte un troisième étage Briz-KM dérivé d'un étage supérieur du lanceur Proton. Doté d'une capacité d'environ 2 tonnes en orbite basse, le lanceur a été utilisé à une vingtaine de reprises notamment pour lancer certains des satellites scientifiques européens. Le constructeur du missile NPO Machinostroïenia (NPO Masch en raccourci) commercialise également une version pratiquement non modifiée : le dernier étage et la coiffe du missile sont repris et la fusée est tirée depuis son silo. Ce lanceur baptisé Strela n'a effectué jusqu'à présent que trois vols en 2003, 2013 et 2014,.